# Komatsu
Komatsu Limited (яп. 株式会社小松製作所 Кабусики гайся Комацу сэйсакусё, Публичная компания заводы Комацу) (TYO: 6301) — японская транснациональная корпорация, которая производит запчасти для скутеров, строительное, горнодобывающее, лесное и военное оборудование, а также дизельные двигатели и промышленное оборудование, такое как прессы, лазеры и термоэлектрогенераторы. Штаб-квартира находится в районе Минато, Токио, Япония. Корпорация названа в честь города Комацу, в префектуре Исикава, где компания была основана в 1921 году. В группу компаний Komatsu входят 258 других компаний (215 консолидированных дочерних компаний и 42 компании, учитываемые по методу долевого участия). Komatsu — второй по величине производитель строительного и горнодобывающего оборудования в мире после Caterpillar. Ко-мацу (小松) с японского языка букв. переводится как «маленькая сосна». Компания занимает 453 место в Fortune Global 500 (2011 год).

## История
Компания Komatsu Ltd была основана в 1921 году Мэитаро Такэути и изначально представляла собой строительную мастерскую. Произошло это в результате отделения созданной в 1917 году компании Komatsu Iron works Division (производившей угольное и горное оборудование) от Takeuchi Mining Co.
В 1924 году построила свой первый 450-тонный листогибочный пресс; в октябре 1931 года произвела первый в Японии гусеничный сельскохозяйственный трактор; а в июле 1934 года была зарегистрирована на Токийской фондовой бирже с начальной ценой 85,50 японских иен. В октябре 1935 года начала производство высококачественного литья и специальных стальных материалов. В мае 1938 года был основан завод Авадзу.
В период с 1941 по 1948 год компания Komatsu начала производство крупных гидравлических прессов (ноябрь 1941), выпустила прототип японского бульдозера, модель Komatsu Model 1 (январь 1943), представила бульдозер D50 (декабрь 1947) и начала производство дизельных двигателей (февраль 1948).
В период с 1951 по 1958 год Komatsu расширила производство и экспорт. В августе 1951 года головной офис компании переехал из Исикавы в Токио. В 1952 году началось производство автогрейдеров, самосвалов (ноябрь 1953) и специальных автомобилей (ноябрь 1953), а также вилочных погрузчиков (январь 1953). В 1955 году Komatsu впервые экспортировала строительную технику: автогрейдеры (январь 1955) и 400-тонные многоцелевые гидравлические прессы (август 1955) в Аргентину. В сентябре 1956 года компания начала производство фронтальных погрузчиков, а в октябре 1956 года заключила первый экспортный контракт на строительную технику с Китаем. В сентябре 1958 года Komatsu подписала соглашение о технической помощи с Министерством обороны Индии для местного производства тракторов.

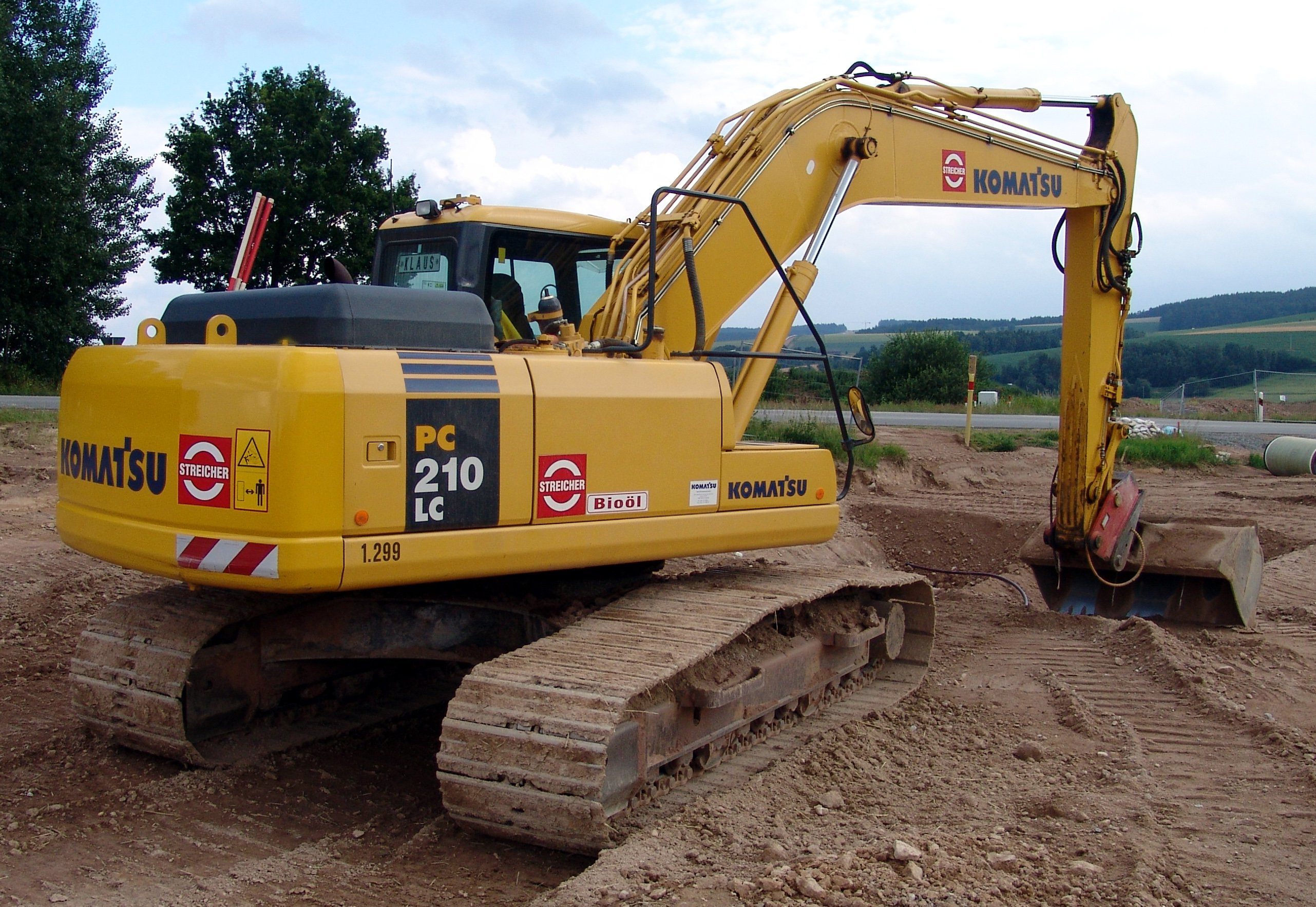
Экскаватор Komatsu 210

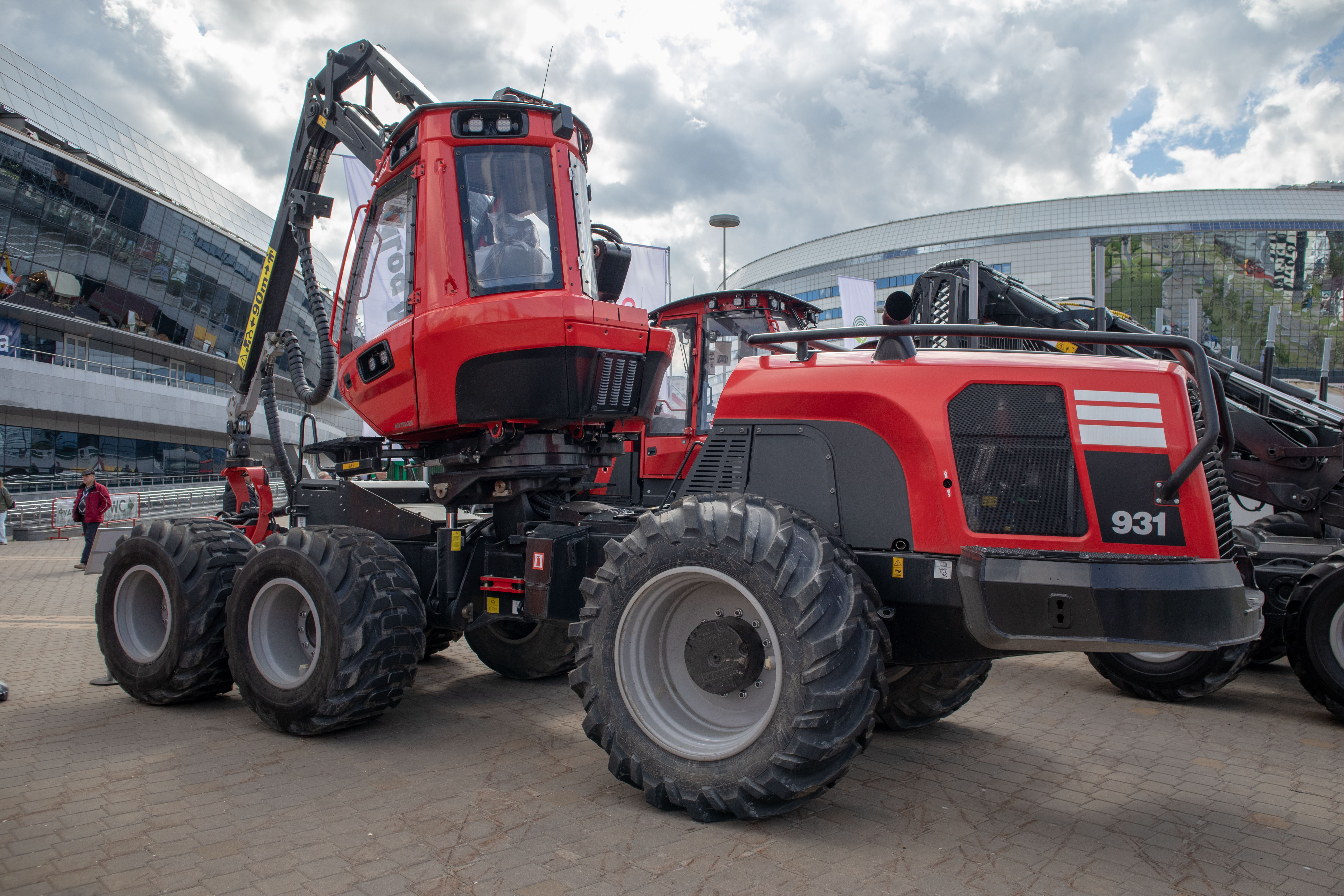
Харвестер Komatsu 931

## Деятельность
Komatsu выпускает различную дорожно-строительную технику (бульдозеры, экскаваторы), автопогрузчики, трубоукладчики, горнодобывающее оборудование, прессы и иное индустриальное оборудование, военную технику и др. Компания имеет 22 завода по всему миру.
В 2016 году Komatsu для укрепления азиатского рынка открыла в Таиланде, в провинции Чаченгсау, демонстрационный центр площадью около 77 тыс. м2.

### Komatsu Group
В состав Komatsu Group входят 262 компании (Komatsu Ltd.; 219 консолидированных дочерних компаний; 42 компании, входящие в состав группы по методу долевого участия).

### Показатели деятельности
В 2020 году общая численность персонала составляла 62 832 человек. По итогам первых шести месяцев финансового года 2020/2021 чистая прибыль Komatsu снизилась на 58,6 % до 37,2 млрд йен (355 955 000 долларов). Операционная прибыль составила 60,3 млрд йен (576 992 000 долларов), сократившись на 57,5 %. Выручка с 1 апреля по 30 сентября 2020 года составила 957,7 млрд йен (9 163 940 000 долларов), что на 21,1 % меньше, чем в предыдущем году.

### Komatsu в России
В конце 1960-х годов в СССР стали поступать бульдозеры, трубоукладчики, лесовозы, самосвалы и другая, наиболее востребованная в то время техника.
В конце 1990-х годов компанией и заводом «Кранэкс» (Иваново) было образовано совместное предприятие «Кранэкс-Komatsu» по выпуску тяжёлых гусеничных экскаваторов.
В 2006 году было основано дочернее предприятие ООО «Комацу СНГ» (главная контора в Москве), которое стало представлять компанию Komatsu на территории России и стран СНГ. «Комацу СНГ» не ведёт коммерческой деятельности с конечными потребителями, но координирует работу с официальными дистрибьюторами.
В том 2006 году компания Komatsu поставила в Россию 204 машины, в том числе 115 экскаваторов, и, по оценкам экспертов, выручка Komatsu от деятельности в Российской Федерации достигала 130 млн долларов в год.

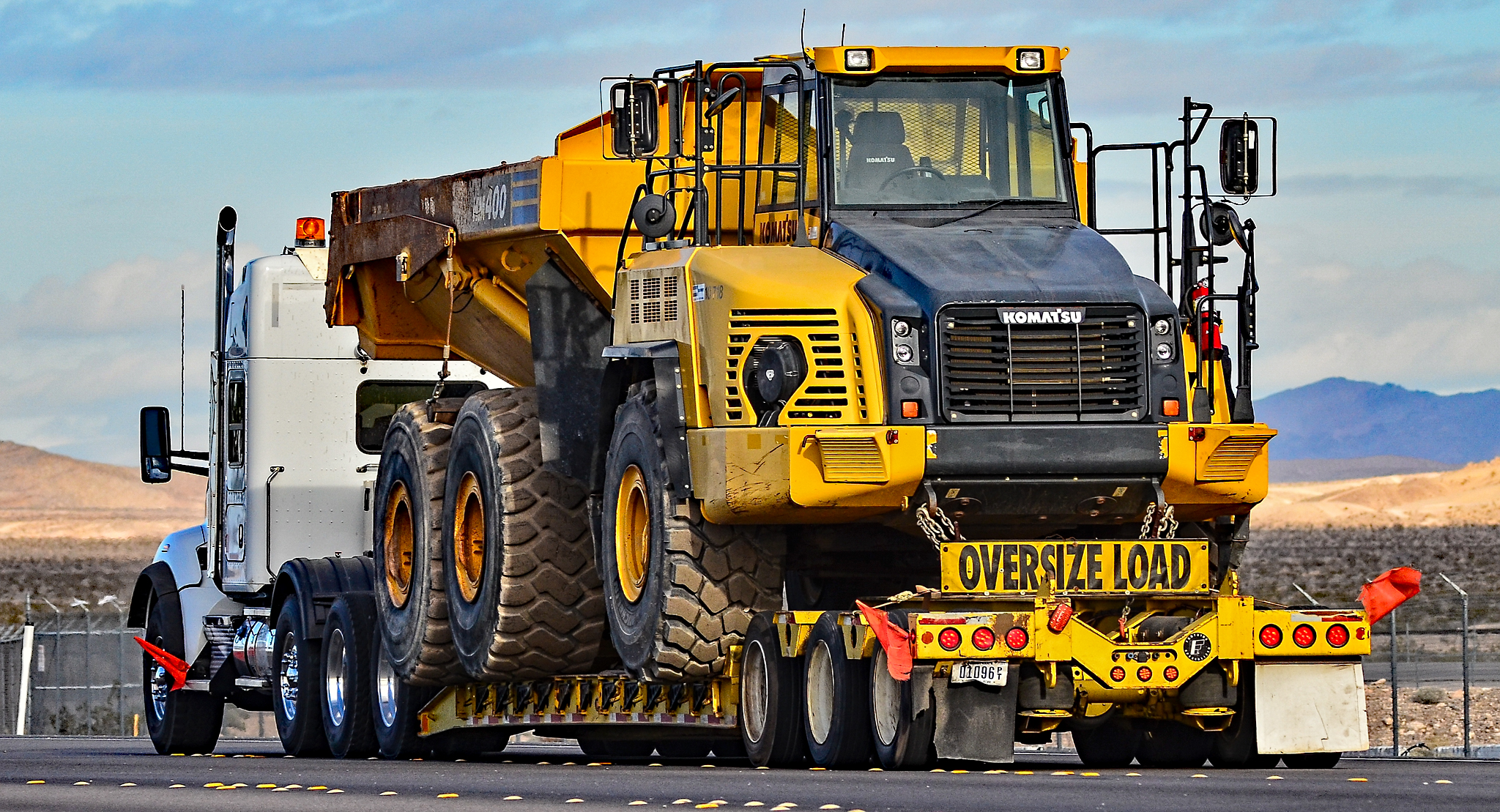
Грузовик Komatsu HM 400

В июне 2010 года был открыт новый завод Komatsu в Ярославле стоимостью $60 млн, который должен стать самым большим из существующих заводов этой компании (общая площадь земельного участка, отведённого под строительство, равна 50 га; размеры корпуса первой очереди 569х72 м). В настоящее время на нём начат выпуск экскаваторов моделей PC200, PC220, PC300, PC400, а с начала декабря 2011 года — карьерных самосвалов HD785-7.
2017 — выпуск первого «габаритного» экскаватора Komatsu PC210NLC-8, с шириной 2,54 м.
По данным Росстата по итогам девяти месяцев 2017 года ООО «Комацу Мэнуфэкчуринг Рус» (Ярославская область) стала одним из лидеров в России по производству одноковшовых экскаваторов, а компания Komatsu заняла 2-е место по импорту экскаваторов, а вилочные погрузчики Komatsu стали самыми ввозимыми на территорию России специализированными транспортными средствами в категории Вилочные погрузчики с ДВС.
8 апреля 2022 года компания сделала заявление о прекращении поставок техники в Россию и выпуске новой продукции на заводе в Ярославле. В компании это связали с нестабильной экономической ситуацией и серьёзными проблемами из-за сбоев в цепочке поставок.

## Благотворительные проекты
С 1999 года компания сотрудничает с НПО в Камбодже, очищая от мин рисовые поля и сельскую местность. В июле 2024 года посол Японии в Киеве Кунинори Мацуда передал Украине в дар от компании четыре бронированных экскаватора, предназначенные для безопасного подрыва противопехотных мин.